# Tim Hornke
Tim Hornke (Hannover, 4 de agosto de 1990) es un jugador de balonmano alemán que juega de extremo derecho en el SC Magdeburg de la Bundesliga. Es internacional con la selección de balonmano de Alemania.
Con la selección alemana debutó el 18 de junio de 2017 frente a la selección de balonmano de Suiza. Posteriormente jugó en octubre dos partidos amistosos con Alemania contra la selección de balonmano de España.

## Palmarés

### Selección nacional
| Juegos Olímpicos | Juegos Olímpicos | Juegos Olímpicos | Juegos Olímpicos |
| Año              | Lugar            | Medalla          |                  |
| ---------------- | ---------------- | ---------------- | ---------------- |
| 2024             | París            | Medalla de plata |                  |

### SC Magdeburg
- Liga Europea de la EHF (1): 2021
- Liga de Alemania de balonmano (2): 2022, 2024
- Copa de Alemania de balonmano (1): 2024
- Campeonato Mundial de Clubes de Balonmano (3): 2021, 2022, 2023
- Liga de Campeones de la EHF (1): 2023

## Clubes
- HSV Hannover (2009-2010)
- SC Magdeburg (2010-2014)
- TBV Lemgo (2014-2019)
- SC Magdeburg (2019- )